# Afrasiabske stenske slike
Afrasiabske stenske slike, imenovane tudi Slike ambasadorjev, so redek primer sogdijske likovne umetnosti. Odkrili so jih leta 1965, ko se je lokalna oblast odločila zgraditi cesto preko Afrasiabske gomile, starega najdišča predmongolskega Samarkanda. Slike so zdaj  na ogled v posebnem muzeju na Afrasiabski gomili. 

## Opis
Slike so bile naslikane sredi 7. stoletja, najverjetneje med letoma 648 in 651. Zahodni turški kaganat, katerega predstavniki so upodobljeni na slikah, je takrat že propadal, dinastija Tang  pa je na njegov račun povečevala svoje ozemlje v Srednji Aziji. Slike so  naslikane na štirih stenah sobe zasebne hiše in prikazujejo tri ali štiri države, ki mejijo na Srednjo Azijo: na severni steni Kitajsko (kitajski praznik s cesarico v čolnu in cesarjem na lovu),  na južni steni Samarkand (iranski svet: verska pogrebna procesija v čast prednikom med praznikom Novruz), na vzhodni steni pa Indijo (kot deželo astrologov in pigmejcev, čeprav je ta slika v veliki meri uničena). 
Slika na glavni steni, ki prikazuje gokturške vojake, ki spremljajo veleposlanike iz različnih delov sveta (Koreja, Kitajska, iranske kneževine itd.), je predmet razprav. Boris Maršak, vodilni strokovnjak za sogdijsko slikarstvo in razislovalec Pendžikenta, meni, je osrednja figura na vrhu glavnega zidu lahko vladar Samarkanda Varkhuman ali boginja Nana, ker so v sogdijskem slikarstvu na tem mestu vedno upodabljali bogove. Ker Turki vodijo odposlance, sami pa niso veleposlaniki, se domneva, da je na sliki na tem mestu upodobljen kagan, morda Ašina Budžen ali verjetneje Ašina Miše.

### Opis stenskih slik
Zdi se, da štiri stenske slike prikazujejo štiri glavne civilizacije, ki so takrat vplivale na Srednjo Azijo: kitajsko, indijsko, iransko in turško. Zdi se, da slike opisujejo tudi kitajske kronike v Knjigi poznega Hana:
"Država He, imenovana tudi Čušuangnidžija (Košânyah) ali Guišuangni [...] Vzhodno od mesta je večnadstropen paviljon, v katerem so slike. Na severni steni so [naslikani] nekdanji kitajski cesarji, na vzhodni knezi in kralji Turkov in Hindujcev, na zahodni pa Perzijci in tisti iz Bizanca. Princ te dežele gre vsako jutro v ta paviljon molit, nato pa se umakne."
— Knjiga poznega Hana, knjiga 221.

### Napis, ki omenja Varhumana in ambasadorje
Napis v sogdijskem jeziku, ki omenja kralja Samarkanda Varhumana, se glasi: 
"Ko je h kralju Varhumanu Unašu prišel [veleposlanik] je odprl usta [in rekel takole]: "Jaz sem Pukarzate, dapirpat (kancler) Čaganiana. Sem sem prišel od Turantaša, gospodarja Čaganiana, v Samarkand, h kralju, in glede [do] kralja [zdaj] sem [tukaj]. In glede mene ne imej nobenih pomislekov: o bogovih Samarkanda, pa tudi o pisanju Samarkanda sem dobro poučen in vem, da kralju niso storili nobene škode. Naj bo vaša sreča!" In kralj Varhuman Unaš se je poslovil [od njega]. In [tedaj] je dapirpat (kancler) Čača odprl usta."
— Napis na ambasadorjevem oblačilu 

### Zahodnoturški častniki in dvorjani
V nasprotju z veleposlaniki različnih držav zahodni Turki na sliki ne nosijo daril. Veljajo za dvorjane in vojaške spremljevalce tujih veleposlanikov. Turki so prepoznani po dolgih kitah las.
Veleposlaniki različnih držav so se morda poklonili kralju Varhumanu ali morda zahodnoturškemu kaganu, saj sta bila oba uradno kitajska vazala. Številni prisotni turški častniki in dvorjani lahko kažejo na prevlado zahodnih Turkov na dvoru v Samarkandu v tistem obdobju.
Na sliki so zahodni Turki etnični Turki Nušibiji in ne poturčeni Sogdijci, kar nakazujejo njihove obrazne poteze in obrazi brez brade. So najštevilnejša etnična skupina na sliki in niso veleposlaniki, temveč vojaški spremljevalci. Njihova upodobitev ponuja edinstven vpogled v noše Turkov v 6.-7. stoletju. Običajno so nosili 3 ali 5 dolgih kit, pogosto združenih v en sam dolg šop. Nosili so do gležnjev dolge enobarvne plašče z rokavi in dvema reverjema. Ta oblika ovratnika je bila prvič videna v tradicionalno turškem Hotanu v 2. do 4. stoletju. Obuti so bili v nizke črne špičaste škornje in nosili zlate zapestnice z lapis lazuli ali biseri.

## Pregled
Slike na štirih stenah so različno ohranjene. Naslikane so v dveh registrih. Zgornji register so v veliki meri poškodovali gradbeni stroji med gradnjo ceste, ki je privedla do njihovega odkritja.
Za poškodovane dele slik je bilo predlaganih več rekonstrukcij.